# Billy Stuart (hockey sur glace)
Pour les articles homonymes, voir William Stuart et Stuart.
Billy Roxborough Stuart, dit Red Stuart (né le 1er février 1900 et mort le 7 mars 1978) est un joueur canadien de hockey sur glace. Évoluant au poste de défenseur, il joue de 1920 à 1927 dans la Ligue nationale de hockey tout d'abord avec les Saint-Patricks de Toronto, avec lesquels il remporte la coupe Stanley en 1922, puis avec les Bruins de Boston.

## Biographie
Né à Sackville au Nouveau-Brunswick, Stuart commence a évolué au hockey sur glace à Amherst en Nouvelle-Écosse. Faisant une entrée dans la Ligue nationale de hockey avec les Saint-Patricks de Toronto durant la saison 1920-1921, il évolue avec l'équipe quatre saisons avant d'être échangé aux Bruins de Boston en décembre 1924. Trois saisons plus tard, il est acquis par les Millers de Minneapolis dans l'Association américaine de hockey (AHA) en 1927. Il joue trois saison avec Minneapolis avant d'être transféré au Eskimos de Seattle dans la Pacific Coast Hockey League (PCHL) où il joue une saison avant de revenir dans l'AHA avec les Hornets de Duluth. Il retrouve les Millers de Minneapolis qui ont rejoint la Ligue centrale de hockey (LCH) avant de finir sa carrière à Halifax en 1933-1934.

## Statistiques
| Saison    | Équipe                    | Ligue |                            | Saison régulière           | Saison régulière           | Saison régulière           | Saison régulière           | Saison régulière           |                            | Séries éliminatoires       | Séries éliminatoires       | Séries éliminatoires       | Séries éliminatoires | Séries éliminatoires |
| Saison    | Équipe                    | Ligue | PJ                         | B                          | A                          | Pts                        | Pun                        | PJ                         | B                          | A                          | Pts                        | Pun                        |                      |                      |
| 1920-1921 | Saint-Patricks de Toronto | LNH   | 19                         | 2                          | 1                          | 3                          | 4                          | 2                          | 0                          | 0                          | 0                          | 0                          |                      |                      |
| 1921-1922 | Saint-Patricks de Toronto | LNH   | 24                         | 3                          | 7                          | 10                         | 16                         | 7                          | 1                          | 3                          | 4                          | 6                          |                      |                      |
| 1922-1923 | Saint-Patricks de Toronto | LNH   | 23                         | 7                          | 3                          | 10                         | 16                         | 7                          | 1                          | 3                          | 4                          | 6                          |                      |                      |
| 1923-1924 | Saint-Patricks de Toronto | LNH   | 24                         | 4                          | 3                          | 7                          | 22                         | 0                          | 0                          | 0                          | 0                          | 0                          |                      |                      |
| 1924-1925 | Saint-Patricks de Toronto | LNH   | 4                          | 0                          | 1                          | 1                          | 2                          | 0                          | 0                          | 0                          | 0                          | 0                          |                      |                      |
| 1924-1925 | Bruins de Boston          | LNH   | 25                         | 5                          | 2                          | 7                          | 30                         | 0                          | 0                          | 0                          | 0                          | 0                          |                      |                      |
| 1925-1926 | Bruins de Boston          | LNH   | 33                         | 6                          | 1                          | 7                          | 45                         | 0                          | 0                          | 0                          | 0                          | 0                          |                      |                      |
| 1926-1927 | Bruins de Boston          | LNH   | 43                         | 3                          | 1                          | 4                          | 20                         | 8                          | 0                          | 0                          | 0                          | 6                          |                      |                      |
| 1927-1928 | Millers de Minneapolis    | AHA   | 39                         | 5                          | 2                          | 7                          | 80                         | -                          | -                          | -                          | -                          | -                          |                      |                      |
| 1928-1929 | Millers de Minneapolis    | AHA   | 39                         | 17                         | 6                          | 23                         | 87                         | -                          | -                          | -                          | -                          | -                          |                      |                      |
| 1929-1930 | Millers de Minneapolis    | AHA   | 48                         | 10                         | 10                         | 20                         | 70                         | -                          | -                          | -                          | -                          | -                          |                      |                      |
| 1930-1931 | Eskimos de Seattle        | PCHL  | 34                         | 5                          | 8                          | 13                         | 18                         | 4                          | 0                          | 1                          | 1                          | 14                         |                      |                      |
| 1931-1932 | Hornets de Duluth         | AHA   | 47                         | 15                         | 2                          | 17                         | 56                         | -                          | -                          | -                          | -                          | -                          |                      |                      |
| 1932-1933 | Millers de Minneapolis    | LCH   | 39                         | 3                          | 1                          | 4                          | 37                         | -                          | -                          | -                          | -                          | -                          |                      |                      |
| 1933-1934 | Wolverines de Halifax     | NSSHL | Statistiques indisponibles | Statistiques indisponibles | Statistiques indisponibles | Statistiques indisponibles | Statistiques indisponibles | Statistiques indisponibles | Statistiques indisponibles | Statistiques indisponibles | Statistiques indisponibles | Statistiques indisponibles |                      |                      |